# آمنه عنان
آمنه بنت عِنان (؟ -۱۲۵۸م) (نسب کامل: اُم‌محمد آمنه بنت عنان بن حسن بن عنان عَذری) بانوی محدث عراقی بغدادی در نیمهٔ اول سدهٔ هفتم هجری بود. در بغداد و موصل به آموزش حدیث پرداخت. سپس در مکه ماند تا درگذشت.